# Fernando Nobre
Fernando José de La Vieter Ribeiro Nobre (ur. 16 grudnia 1951 w Luandzie) – portugalski lekarz i działacz społeczny, prezes Assistência Médica Internacional, deputowany do Zgromadzenia Republiki. Kandydat na prezydenta w wyborach w 2011.

## Życiorys
Urodził się w Luandzie, stolicy ówczesnej Portugalskiej Afryki Zachodniej. W wieku dwunastu lat przeprowadził się do Konga, następnie zaś do Belgii, gdzie mieszkał w latach 1966–1985. Uzyskał doktorat z medycyny na Université Libre de Bruxelles (1978), gdzie był asystentem, a także specjalistą w chirurgii ogólnej i urologii. Sprawował funkcję administratora Lekarzy bez Granic w Belgii (1982–1983). Po powrocie do kraju założył organizację medyczną Assistência Médica Internacional, obejmując w niej funkcję prezesa. Jest autorem prac z dziedziny chirurgii i urologii, a także autorem lub współautorem książek: Viagens contra a indiferença (2004), Cartas a Deus (2006, współautor), Solidão (2006, współautor) i Gritos contra a indiferença (2007). Członek krajowych i międzynarodowych towarzystw lekarskich.
Angażował się również w działalność polityczną. W wyborach samorządowych i europejskich wspierał odpowiednio Partię Socjalistyczną i Blok Lewicy. W wyborach prezydenckich w 2006 popierał Mária Soaresa. W wyborach w 2011 sam ubiegał się bez powodzenia o najwyższy urząd w państwie jako kandydat niezależny. Uzyskał 14,1% głosów w pierwszej turze głosowania, pokonując przedstawiciela PCP i PEV.
W wyborach parlamentarnych w tym samym roku otwierał lizbońską listę Partii Socjaldemokratycznej. Został wybrany do parlamentu, a jego nazwisko pojawiło się w kontekście obsady urzędu przewodniczącego Zgromadzenia Republiki. W głosowaniu z 20 czerwca 2011 jego kandydatura na to stanowisko została dwukrotnie odrzucona przez deputowanych w tajnym głosowaniu. Wkrótce zrezygnował z mandatu poselskiego.
Żonaty z Danièle Focquet, następnie z Marią Luisą Ferreirą da Silva Nemésio. Ma dwoje dzieci z pierwszego i dwoje dzieci z drugiego małżeństwa. Przez pewien okres należał do masonerii.
Odznaczony m.in. Orderem Zasługi II klasy (1991), a także Kawalerią Legii Honorowej (2007). Jest doktorem honoris causa wydziału medycyny Uniwersytetu Lizbońskiego.